# The Magnificent Dope
The Magnificent Dope is een Amerikaanse filmkomedie uit 1942 onder regie van Walter Lang.

## Verhaal
Dwight Dawson is de directeur van een zakenschool. Zijn secretaresse Claire bedenkt op een dag een publiciteitsstunt. Ze wil de school in de kijker zetten door de domste en luiste man in de Verenigde Staten succesvol te maken. Na een lange zoektocht valt hun oog op de eenvoudige boerenjongen Tad Page. Jammer genoeg blijkt zijn zorgeloze levensmentaliteit net iets te veel aan te slaan bij het doelpubliek.

## Rolverdeling
| Acteur                | Personage               |
| --------------------- | ----------------------- |
| Henry Fonda           | Tad Page                |
| Lynn Bari             | Claire Harris           |
| Don Ameche            | Dwight Dawson           |
| Edward Everett Horton | Horace Hunter           |
| George Barbier        | James Roger Barker      |
| Frank Orth            | Boodschapper            |
| Roseanne Murray       | Secretaresse van Dawson |
| Marietta Canty        | Jenny                   |
| Hobart Cavanaugh      | Albert Gowdy            |
| Hal K. Dawson         | Charlie                 |
| Josephine Whittell    | Mevrouw Hunter          |
| Arthur Loft           | Mijnheer Morton         |
| Paul Stanton          | Peters                  |
| Claire Du Brey        | Secretaresse van Peter  |
| William B. Davidson   | Mijnheer Reindel        |